# Хейвард (тауншип, Миннесота)
Хе́йвард (англ. Hayward) — тауншип в округе Фриборн, Миннесота, США. На 2000 год его население составило 438 человек.

## География
По данным Бюро переписи населения США площадь тауншипа составляет 92,2 км², из которых 89,6 км² занимает суша, а 2,5 км² — вода (2,75 %).

## Демография
По данным переписи населения 2000 года здесь находились 438 человек, 161 домохозяйство и 123 семьи.  Плотность населения —  4,9 чел./км².  На территории тауншипа расположено 166 построек со средней плотностью 1,9 построек на один квадратный километр. Расовый состав населения: 98,40 % белых, 0,23 % коренных американцев, 0,68 % — других рас США и 0,68 % приходится на две или более других рас. Испанцы или латиноамериканцы любой расы составляли 0,91 % от популяции тауншипа.
Из 161 домохозяйства в 32,3 % воспитывались дети до 18 лет, в 66,5 % проживали супружеские пары, в 7,5 % проживали незамужние женщины и в 23,0 % домохозяйств проживали несемейные люди. 16,1 % домохозяйств состояли из одного человека, при том 3,7 % из — одиноких пожилых людей старше 65 лет. Средний размер домохозяйства — 2,65, а семьи — 2,97 человека.
28,8 % населения — младше 18 лет, 5,7 % — в возрасте от 18 до 24 лет, 28,8 % — от 25 до 44, 23,7 % — от 45 до 64, и 13,0 % — старше 65 лет. Средний возраст — 39 лет. На каждые 100 женщин приходилось 106,6 мужчин.  На каждые 100 женщин старше 18 приходилось 108,0 мужчин.
Средний годовой доход домохозяйства составлял 45 833 доллара, а средний годовой доход семьи —  51 406 долларов. Средний доход мужчин —  32 143  доллара, в то время как у женщин — 21 705. Доход на душу населения составил 17 064 доллара. За чертой бедности находились 3,0 % семей и 5,3 % всего населения тауншипа, из которых 4,5 % младше 18 и 3,1 % старше 65 лет.